# Paul Kane
Paul Kane (Mallow, Cork, 3 de setembre de 1810 - Toronto, 20 de febrer de 1871) va ser un pintor irlandès - canadenc, famós per les seves pintures que representen el poble les Primeres Nacions del Canadà occidental i d'altres nadius americans del país d'Oregon.
Kane, va ser un artista amb un aprenentatge autònom, va créixer a Toronto (aleshores conegut com a York) i va aprendre amb la còpia de mestres europeus quan va fer un viatge d'estudis per Europa. Va fer dos viatges a través del nord-oest salvatge canadenc el 1845 i de 1846 al 1848. En el seu primer viatge d'anada i tornada des de Toronto a Sault Ste Marie. Va obtenir el suport de la Companyia de la Badia de Hudson per al segon viatge, molt més llarg que el primer, a partir de Toronto, a través les muntanyes Rocoses a Fort Vancouver i Fort Victoria a la Columbia Britànica, com els canadencs designaven el país d'Oregon.
A tots dos viatges, Kane va fer esbossos, va pintar els pobles indígenes i va documentar els seus mitjans de subsistència. Al seu retorn a Toronto, va produir més d'un centenar de pintures a l'oli tretes dels seus esbossos. Les obres de Kane, sobretot els seus dibuixos continuen sent un recurs valuós pels etnòlegs. Les pintures a l'oli realitzades en el seu estudi es consideren part del patrimoni cultural canadenc, encara que sovint, va augmentar la veracitat dels seus esbossos en escenes més dramàtiques.

## Joventut i estudis

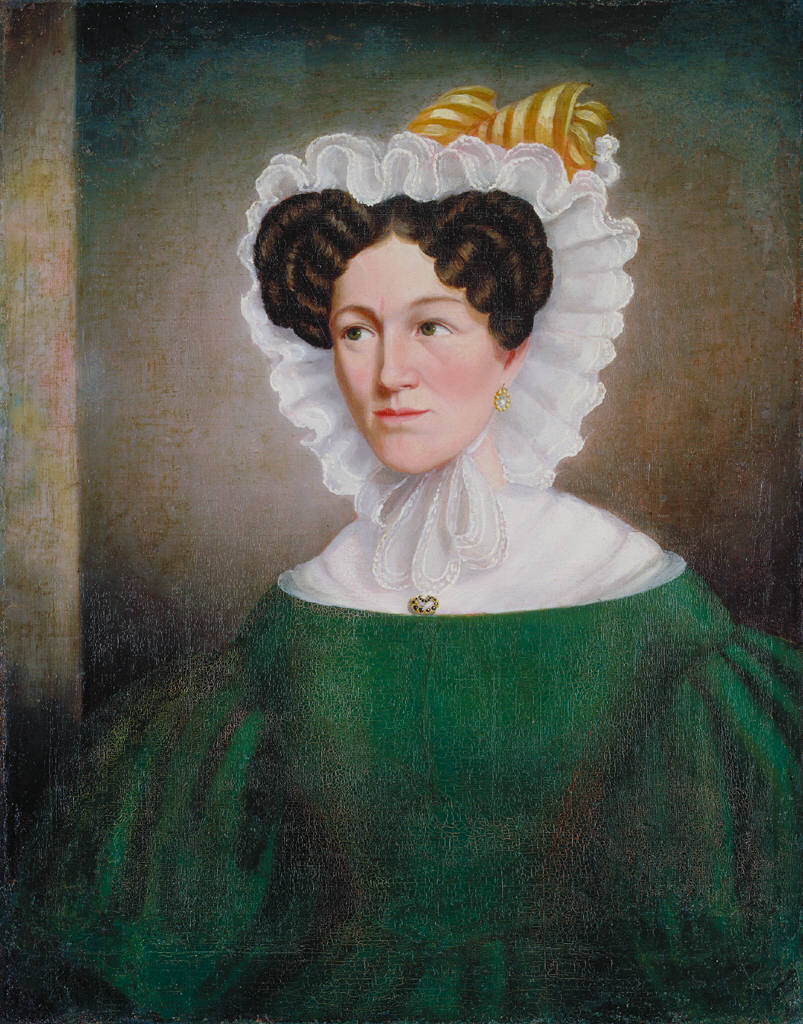
Eliza Clarke Cory Clench. Un dels primers retrats atribuïts a Paul Kane (1834–1836).

Kane va néixer a Mallow, Comtat de Cork situat a l'actual República d'Irlanda. Va ser el cinquè fill de vuit germans, del matrimoni dels seus pares Michel Kane i Frances Loach. El seu pare, va ser un soldat de Preston, Lancashire, Anglaterra on va servir a la Reial artilleria muntada i va passar a reserva el 1801. La família es va traslladar aleshores a residir a Irlanda. Entre 1819 i 1822, van emigrar a l'Alt Canadà, establint-se a York, que a partir de març de 1834, es va passar a designar com a Toronto. Allà, el seu pare va comprar una botiga per a la venda de begudes alcohòliques destil·lades i vins.
No se'n sap gaire sobre la joventut de Paul Kane a York, que en aquest temps era un poble d'uns pocs centenars d'habitants. Va ingressar a la Upper Canada College, on al voltant de 1830, va començar rebre les primeres nocions de pintura amb el professor Thomas Drury. El juliol de 1834 va exposar, per primera i única vegada, algunes de les seves pintures a la "Societat d'Artistes i Aficionats" de Toronto, amb una crítica favorable per part del diari local, The Patriot.
Va començar la seva carrera com a pintor de cartells i mobiliari a York, passant a Cobourg, Ontario el 1834. A Cobourg va treballar en una fàbrica de mobles de Freeman Schermerhorn Clench, però al mateix temps pintava alguns retrats de personalitats locals, incloent el xèrif i l'esposa de Freeman. El 1836, es va traslladar a Detroit, Michigan, on es trobava l'artista James Bowman. Els dos s'havien reunit prèviament a York. Bowman havia convençut Kane que estudiar art a Europa, era una primera necessitat per a un aspirant a pintor, i van planejar viatjar plegats a Europa. Però Kane va haver d'ajornar el viatge per qüestions econòmiques que no li permetien pagar el passatge a Europa i, a més a més, Bowman s'havia casat en aquell temps i no estava disposat a deixar la seva família. Durant els pròxims cinc anys, Kane va recórrer la regió de l'Oest dels Estats Units, treballant com a retratista itinerant, fins a arribar a Nova Orleans.

### Europa
Al juny de 1841, Kane va partir des de Nova Orleans a bord d'un vaixell amb destinació a Marsella, a França, el viatge va durar tres mesos. Incapaç de sostenir els costs dels estudis en l'escola d'art o amb un mestre particular, va viatjar per Europa durant els següents dos anys, visitant els museus d'art, on va poder estudiar i copiar les obres dels grans mestres. A la tardor de 1842, va romandre a Itàlia abans de creuar el coll del Gran Sant Bernat, en direcció a París i després a Londres. Una vegada allà va conèixer a George Catlin, un artista americà que havia pintat els nadius americans i ara feia una gira per promocionar el seu llibre, Letters and Notes on the Manners, Customs and Conditions of the North American Indians. Catlin va donar una conferència al Saló Egipci de Piccadilly, en la qual també va exhibir algunes de les seves pintures. En el seu llibre, afirmava que la cultura dels nadius americans estava en fase de desaparèixer i havia de ser documentada abans que passés a l'oblit. Kane va trobar convincent l'argument i va decidir igualment de documentar els pobles aborígens canadencs.
Kane va retornar a començaments de 1843 a Mobile (ciutat d'Alabama) on va instal·lar un estudi i va treballar com a pintor retratista fins que va poder tornar els diners prestats per al seu viatge a Europa. Va tornar a Toronto a la fi de 1844 o principis de 1845 i tot seguit va començar a preparar un viatge a l'Oest.

## Viatges al nord-oest

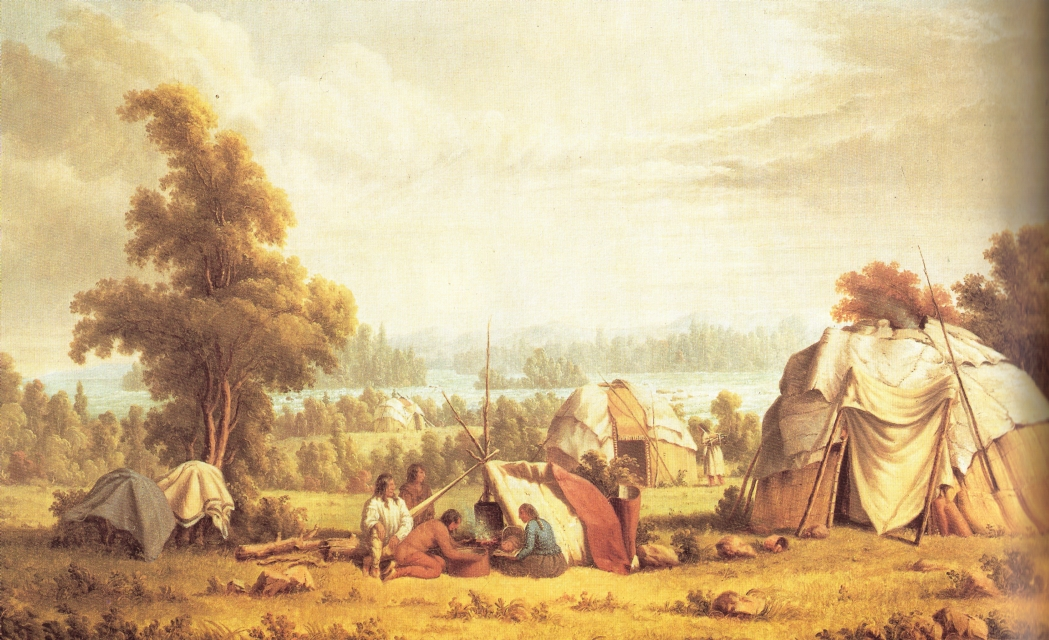
Poble ojibwa prop de Sault Ste Marie (1845)

El 17 de juny de 1845, va començar el viatge al llarg de la costa nord dels Grans Llacs, la seva primera visita va ser a la reserva Saugeen. Després de realitzar nombrosos dibuixos durant setmanes, a l'estiu de 1845, va arribar a Sault Ste. Marie entre el llac Superior i el llac Huron. Tenia la intenció de viatjar cap a l'oest, però John Ballenden, un oficial amb experiència de la Companyia de la Badia de Hudson establert a Sault Ste. Marie, el va advertir de les nombroses dificultats i perills de viatjar sol pel territori occidental i va aconsellar a Kane de fer-ho amb el suport de l'empresa.
Després que la Companyia de la Badia de Hudson havia assumit el control del seu competidor, la Companyia del Nord-oest de Mont-ral el 1821, la totalitat del territori a l'oest dels Grans Llacs fins a l'oceà Pacífic i el país d'Oregon era terra de la Badia de Hudson, el territori en gran part estava inexplorat i salvatge, amb prop d'un centenar de llocs aïllats al llarg de les rutes comercials de les pells. Kane va tornar a Toronto per passar allà l'hivern, substituint els seus esbossos de camp per pintures a l'oli.
A la primavera de l'any següent, es va traslladar a la seu de la Companyia de la badia de Hudson a Lachine (part de Mont-ral) a on es va entrevistar amb George Simpson, director de l'empresa, per demanar-li que financés els seus plans de viatge. Simpson va quedar impressionat per la capacitat artística de Kane, però al mateix temps preocupat per si Kane no tindria la resistència necessària per viatjar amb els grups de caçadors de pells de l'empresa. Només va concedir a Kane, el passatge en les canoes de l'empresa fins al llac Winnipeg, amb la promesa de passatge complet si l'artista no hagués tingut problemes fins aquest punt. Al mateix temps, va encarregar a l'artista, pintures sobre l'estil de vida i conducta dels indis i amb documentació molt detallada sobre aquests temes.

### Direcció occident

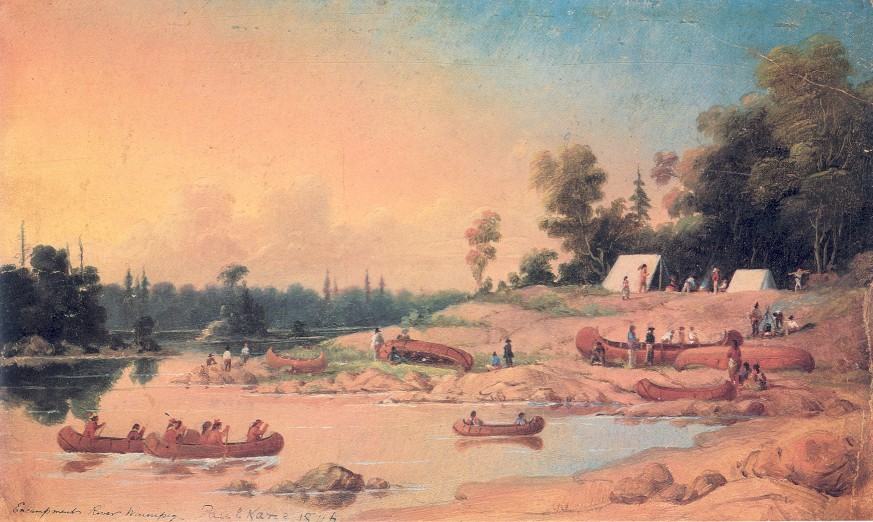
Columna de piragüistes junt a Winnipeg. Esbós de camp, 10 de juny de 1846.

El pintor va deixar Toronto el maig de 1846, en un vaixell de vapor amb la intenció d'unir-se a una columna de piragüistes de Lachine a Sault Ste. Marie. Després d'una aturada, va perdre el vaixell, que va partir a la vigília del matí que estava anunciat, el que el va obligar a anar a atrapar-lo en canoa. En arribar a Sault i informar-se que el grup de piragüistes ja se n'havia anat, es va embarcar en una goleta fins Fort William (Ontario) a Thunder Bay. Va aconseguir finalment d'unir-se a la columna de piragüistes el 24 de maig, després de 56 km (35 milles) de Fort William al riu Kaministiquia.
El 4 de juny va arribar a Fort Frances, on l'esperava un bitllet de Simpson per continuar el seu viatge. La seva següent parada va ser en la colònia del Riu Vermell (a prop de l'actual Winnipeg). Llavors va començar una cavalcada de tres setmanes amb un grup de mestísos, caçadors de bisons que anaven a caçar per les terres dels sioux a Dakota. El 26 de juny Kane va ser testimoni i va participar en una de les últimes grans caceres de bisons que en unes dècades va delmar a aquests animals fins a quasi la seva extinció. El seu retorn, ho va fer en canoa i amb vaixell de vela, navegant a través de Norway House, Grand Rapids i per The Pas al nord del riu Saskatchewan fins a Fort Carlton. A partir d'aquí, va continuar a cavall cap a Fort Edmonton on va ser també testimoni d'una altra cacera de bisons pels Cree.
El 6 d'octubre de 1846 Kane va deixar Edmonton per anar a Fort Assiniboine, on novament es va embarcar en una columna de piragüistes pel riu Athabasca fins Estalagem de Jasper (Alberta), a on va arribar el 3 de novembre. Aquí es va unir a una caravana de cavalleria, però aviat van haver d'enviar els cavalls de tornada a Jasper i continuar caminant amb calçat propi per a la neu, portant només l'essencial amb ells, per què el pas d'Athabasca estava cobert amb gran quantitat de neu. Van creuar el pas d'Athabasca el 12 de novembre i tres dies més tard es van reunir a la columna de piragüistes que esperaven per portar-los aigua avall del riu Columbia.

### Territori d'Oregon

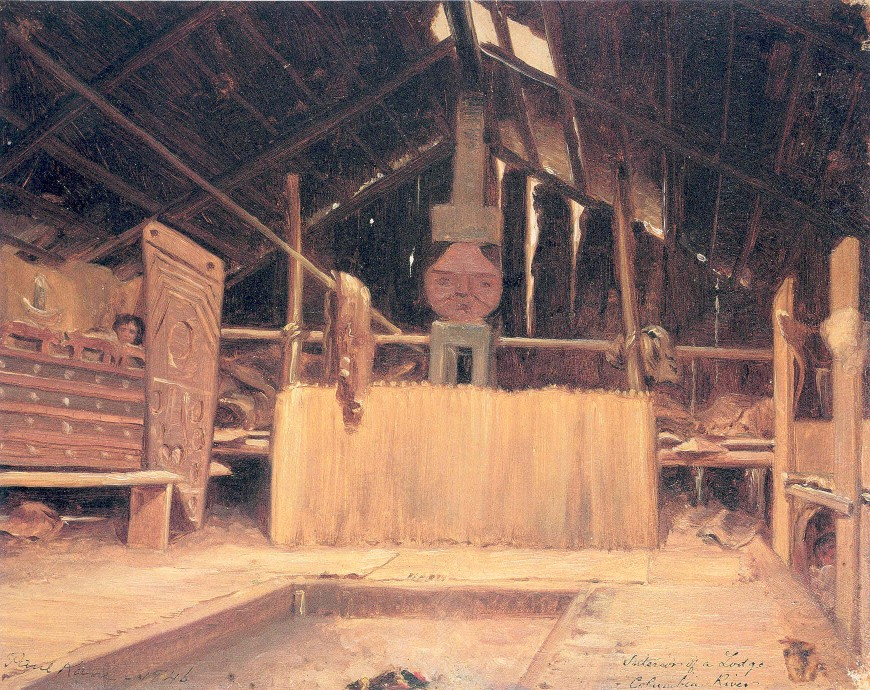
L'interior d'una cabanya cerimonial a la regió del riu Columbia, pintat per Paul Kane el 1846.

Va arribar a Fort Vancouver el 8 de desembre de 1846, on es trobava l'oficina principal i seu de la Companyia de la Badia de Hudson en el territori d'Oregon. Va Romandre allà durant l'hivern, on va fer dibuixos i l'estudi dels Chinook i d'altres tribus properes i diversos viatges, incloent un de més de tres setmanes a través de la vall de Willamette. Va gaudir de la vida social a Fort Vancouver, i va conèixer i relacionar amb el comerciant de pells i explorador Peter Skene Ogden.
El 25 de març de 1847 Kane va anar amb canoa a Fort Victoria, que havia estat fundada una mica abans de convertir-se en la seu de la nova empresa, ja que les operacions a Fort Vancouver estaven desactivades i van ser reubicats per la determinació del Tractat d'Oregon de 1846, que va establir les fronteres continentals entre el Canadà i els Estats Units a l'oest de les muntanyes Rocoses, en el paral·lel 49° nord. Kane remuntà el riu Cowlitz i va romandre una setmana entre les tribus que vivien en les proximitats de la muntanya Saint Helens, abans de continuar a cavall cap a Nisqually (actual Tacoma) i després novament en canoa a Victoria. Va romandre durant dos mesos en la regió, fent viatges i dibuixos entre els americans natius de l'illa de Vancouver així com per tot l'Estret de Juan de Fuca i l'estret de Geòrgia. Va retornar a Fort Vancouver a mitjan juny, d'on va partir novament cap a l'est l'1 de juliol de 1847.

### Les Rocoses novament

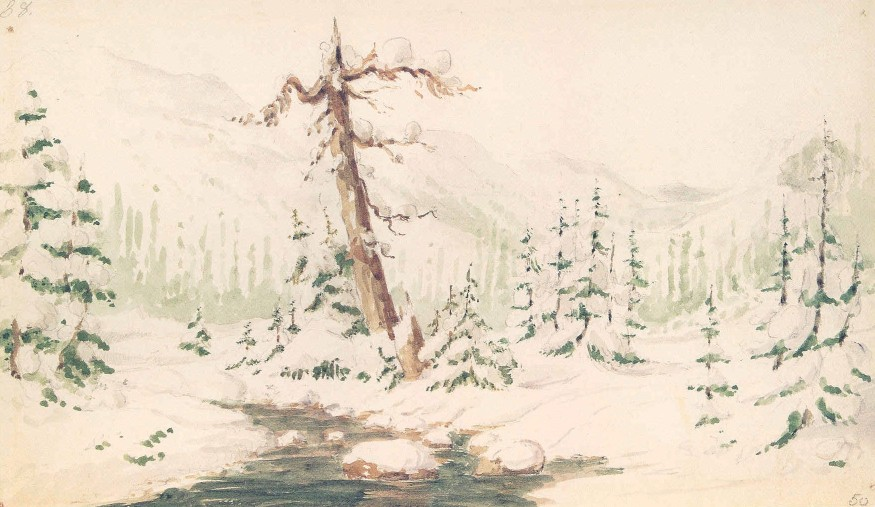
Kane va creuar les muntanyes Rocoses dues vegades a l'hivern. (Dibuix de camp, 1846).

A mitjan juliol, Kane havia arribat a Fort Walla Walla, on va fer una petita desviació per visitar la Missió Whitman que uns mesos més tard seria el lloc de la massacre Whitman. Amb Marcus Whitman va anar a visitar els Cayuses que vivien en aquesta zona, també va dissenyar el retrat de Tomahas (a qui Kane l'anomena «To-ma-kus»), l'home que més tard seria conegut com l'assassí de Whitman. Segons l'informe del seu viatge, les relacions entre els Cayuse i els colons de la missió ja estaven tenses en el moment de la seva visita al juliol.
Va continuar el seu viatge a cavall, acompanyat per un guia, a través de la Grand Coulee fins Fort Colville on va romandre, per un període de sis setmanes, fent dibuixos i pintures dels indígenes que havien creat un campament de pesca al sud de Kettle Falls, on en aquest moment el salmó pujava pel riu. El 22 de setembre de 1847, va prendre el comandament d'una columna de canoes que remuntaven el riu Columbia, amb les quals va arribar el 10 d'octubre a Boat Encampment. El destacament va haver d'esperar allà durant tres setmanes, a causa de l'endarreriment de l'arribada de la tropa de cavalleria procedent de Jasper. Van fer un intercanvi: l'equip que va arribar amb els cavalls es va pujar amb les canoes i va baixar pel riu Columbia, mentre que el grup de Kane va col·locar la seva càrrega sobre els cavalls i es va dirigir cap al Coll d'Athabasca, havent aconseguit amb èxit arribar amb el grup integrat per 56 cavalls sans i estalvis a Jasper, malgrat les fortes nevades i el fred extrem. Com que estaven sense les canoes, es van veure obligats a portar calçat adequat per a la neu i trineus tirats per gossos, per arribar a Fort Assiniboine, dues setmanes més tard, després d'un viatge sense menjar i en condicions adverses. Després d'uns dies de descans, van continuar fins a Fort Edmonton, on van passar l'hivern.
Kane va passar un temps allà amb els caçadors de bisons, després d'haver fet dibuixos sobre els indígenes cree que vivien als contorns. Al gener, va emprendre una excursió a Fort Pitt a uns 320 quilòmetres (200 milles) per sota el riu Saskatchewan, i després va tornar a Edmonton. A l'abril, va anar a Rocky Mountain House, on tenia la intenció de reunir-se amb els blackfoot, el que no va poder aconseguir i va haver de retornar a Edmonton.

### Retorn a l'Orient

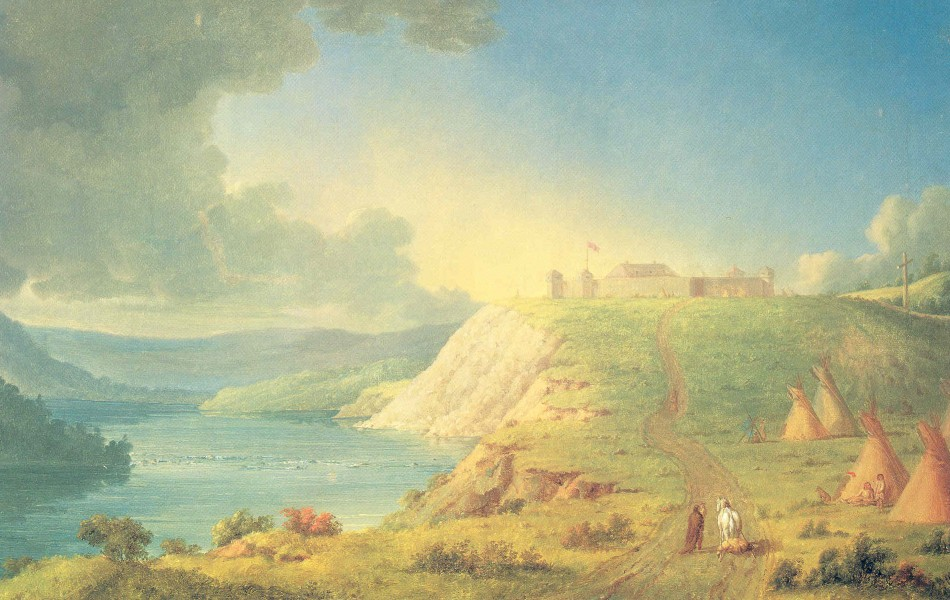
El cinquè Fort Edmonton va ser construït en un terreny més alt en les ribes del riu North Saskatchewan una vegada que el quart situat a nivell de la llera del riu, patia constants inundacions.

El 25 de maig de 1848, Kane va deixar Fort Edmonton, i va partir amb un gran destacament de 23 vaixells i 130 persones vinculades a la fàbrica de York, dirigida per John Edward Harriott.
L'1 de juny es va reunir amb prop de 1.500 guerrers blackfoot i d'altres tribus preparades per a la guerra, que estaven planejant un atac contra els cree i els assiniboine. La columna de les canoes va romandre el temps més curt possible i després ràpidament va descendir pel riu. El 18 de juny van arribar a Norway House, on Kane es va quedar durant un mes, a l'espera de la reunió anual dels líders principals de la Companyia de la Badia de Hudson i l'arribada del destacament militar amb el qual continuaria el seu viatge.
El 24 de juliol, va partir amb el destacament del Major McKenzie, viatjant al llarg de la costa oriental del Llac Winnipeg fins Fort Alexander. A partir d'aleshores, Kane va seguir el mateix camí que hi havia recorreguts dos anys abans, quan es va dirigir a l'occident: el llac of the Woods, Fort Frances i el Llac Rain, va viatjar amb canoa fins a Fort William (Ontario) i després al llarg de la vora nord del Llac Superior fins a arribar a Sault Ste. Maria l'1 d'octubre de 1848. Des d'aquí va retornar a Toronto en un vaixell de vapor, a on va desembarcar el 13 d'octubre. Kane va escriure una nota en el seu llibre sobre aquesta última etapa del seu viatge: «el més gran sofriment que he hagut de suportar [ara] és la dificultat de tractar de dormir en un llit civilitzat».

## Vida a Toronto

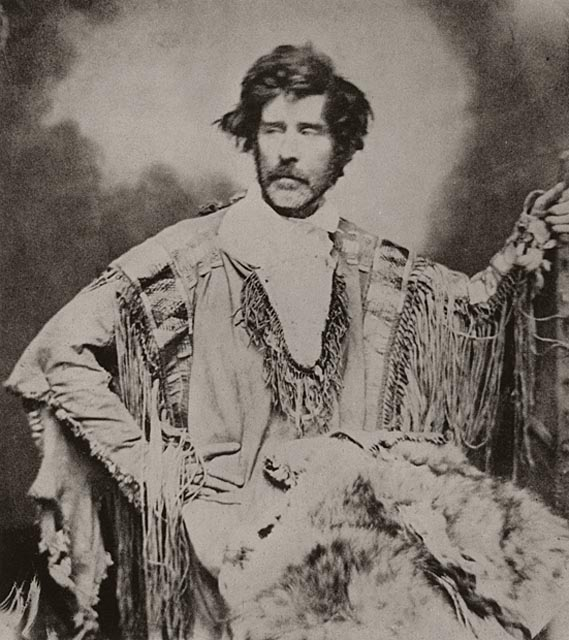
Paul Kane, cap a 1850.

A partir de 1848 l'explorador-pintor va residir permanentment a Toronto, encara que va fer un altre viatge a l'oest, quan va ser contractat per un destacament britànic el 1849 com a guia i intèrpret, que només van arribar fins a la colònia del Riu Vermell. Va realitzar una exposició de 240 esbossos al novembre de 1848 a Toronto que va obtenir un gran èxit, i una segona exposició al setembre de 1852 on va mostrar vuit pintures a l'oli també va ser rebuda favorablement.
George William Allan en adonar-se'n de les qualitats de l'artista va esdevenir el seu mecenes més important, i li va fer l'encàrrec d'un centenar de pintures a l'oli pel preu de 20 000 dòlars canadencs, el que va permetre a Kane portar una vida com un artista professional. També va aconseguir el 1851 persuadir al Parlament canadenc vendre-li dotze pintures per la suma de 500 lliures esterlines, obres que va lliurar a la fi de 1856.
L'any 1853, es va casar amb Harriet Clench (1823-1892), filla del seu antic empleat a Cobourg. Daniel Wilson, un historiador i professor contemporani de la Universitat de Toronto, va informar que era una experta pintora i escriptora. Van tenir quatre fills, dos homes i dues dones.
Kane va ser capaç de completar les obres encarregades el 1857: més de 120 pintures a l'oli per a Allan, les del Parlament i les de Simpson. Les seves obres van ser exposades a l'Exposició universal de París de 1855, on van rebre una bona crítica, algunes d'elles van ser enviades a Buckingham Palace el 1858, per al seu examen per la reina Victòria. En aquest moment el pintor havia preparat un manuscrit basat en les notes del seu viatge i ho va enviar a un editor a Londres per a la seva publicació. Com no va obtenir resposta, va viatjar a Londres, amb el suport de Simpson i va publicar el llibre a l'any següent. El llibre va ser titulat: Wanderings of an Artist among the Indians of North America from Canada to Vancouver's Island and Oregon through the Hudson's Bay Company's Territory and Back Again i va ser publicat per primera vegada per Longman, Brown, Green, Longmans & Roberts, a Londres, el 1859, ricament il·lustrat amb litografies dels seus propis dibuixos i pintures. Kane havia dedicat el llibre a Allan, el que va disgustar a Simpson que va tallar la seva relació amb Kane. El llibre va ser un èxit immediat i va ser publicat el 1863 en francès, danès i alemany.
L'agudesa visual de Kane va disminuir ràpidament a la dècada de 1860, el que el va obligar a abandonar la pintura per complet. Frederick Arthur Verner, pintor influït pel mateix Kane, va esdevenir un bon amic i va realitzar tres retrats de Paul Kane d'edat ja avançada, un dels quals es troba al Museu Reial d'Ontario. Va morir inesperadament un matí d'hivern a casa seva quan tornava del seu passeig diari. Està enterrat al cementiri de St. James a Toronto.

## Obres
La col·lecció d'obres de Kane està constituïda per més de 700 esbossos que va fer durant els seus dos viatges cap a l'oest i més d'un centenar d'olis que posteriorment va desenvolupar a partir d'ells, al seu estudi de Toronto. Sobre els seus primers retrats realitzats a York o a Cobourg abans dels seus viatges, Russell Harper va escriure sobre seu:«... són primitius a l'enfocament, però tenen un missatge directe i un color càlid que els fa atractius.» La resta són un nombre desconegut de pintures de la seva època com retratista itinerant als Estats Units, a més a més d'un nombre de còpies de pintures clàssiques que va fer durant la seva estada a Europa.
La seva fama és el resultat de les seves descripcions de la vida dels nadius americans. Els seus dibuixos de camp van ser realitzats al llapis, aquarel·la i oli sobre paper. També va portar dels seus viatges una col·lecció d'objectes diversos, com ara màscares i d'altres artesanies. Tot aquest conjunt li va servir de base per al seu treball posterior a l'estudi. Va utilitzar aquest conjunt d'impressions per a les seves grans pintures a l'oli, les quals normalment les combinava o tornava a interpretar per crear noves composicions. Els esbossos de camp són un valuós recurs per als etnòlegs, però els retrats a l'oli, tot i que encara contenen uns certs detalls individuals de l'estil de vida dels nadius americans, sovint són poc reals en el seu aspecte geogràfic, històric i etnogràfic.
Un exemple ben conegut d'això és el procés de la pintura Flathead woman and child, on combina un dibuix d'un bebè Chinookan que té el cap aplanat artificial per haver estat lligat a un bressol de fusta, amb un esbós de camp dissenyat posteriorment d'una dona cowlitz que vivia en una regió diferent. Un altre exemple de com Kane elaborava els seus esbossos es pot veure a la seva pintura Indian encampment on Lake Huron, que es basa en un esbós fet a l'estiu de 1845 durant el seu primer viatge a Sault Ste Marie. La pintura té un bon gust romàntic, realçat per la il·luminació i els núvols dramàtics, mentre que l'escena que es descriu de la vida al campament és una reminiscència idealitzada d'una escena campestre d'Europa.
De fet, el pintor va crear freqüents escenes de ficció a les seves pintures a l'oli a partir dels seus esbossos. La seva pintura a l'oli Mount St. Helens erupting, mostra una enorme i dramàtica erupció volcànica, però al seu diari de viatge i als apunts de camp, és evident que la muntanya només alliberava una petita columna de fum durant la visita de Kane (tanmateix, tres anys abans hi havia hagut una erupció). A altres pintures, va unir les imatges dels rius de diferents moments i llocs, creant paisatges artificials que no existien a la realitat. El seu quadre The Death of Big Snake té una escena completament imaginada: el cap blackfoot Omoxesisixany va morir el 1858, encara que l'obra va ser realitzada dos anys més tard. La seva inspiració va venir de la pintura europea, però el pintor també va tenir raons econòmiques per compondre les seves pintures a l'oli a l'estil manierista tradicional europeu. Tenia la necessitat de vendre els seus quadres per guanyar-se la vida i coneixia als seus clients prou bé: no els agradava adornar les seves cases amb pintures a l'oli que foran simplement còpies de dibuixos de camp, exigien alguna cosa més presentable i similar al gust del moment.

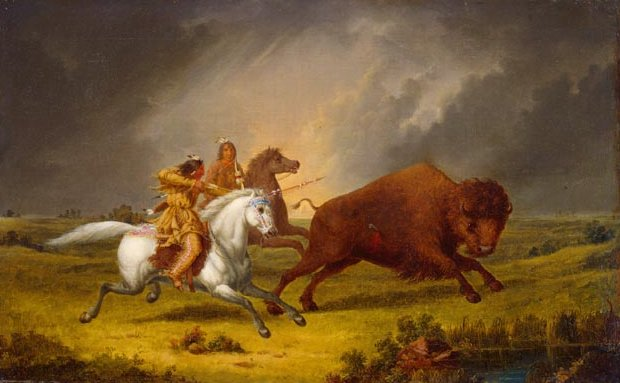
Assiniboine hunting buffalo, 1851-56, pintura que mostra la forta influència europea d'art clàssic al treball d'estudi de Kane.

La imaginació de la composició és evident en la seva pintura Assiniboine hunting buffalo, una de les dotze obres realitzades per al Parlament. La pintura va ser criticada perquè els cavalls representats estan més a prop dels cavalls àrabs que qualsevol de les races utilitzades pels indis. Es va descobrir que aquesta composició es basava en un gravat italià de 1816, que mostrava a dos romans a la caça d'un bou. L'any 1877, Nicholas Flood Davin, va comentar sobre aquesta discrepància, afirmant que: «Els cavalls indis són cavalls grecs, les colines tenen molts colors i formes dels primers pintors paisatgistes europeus...», i J. Lawrence Burpee va afegir a la seva introducció de la reedició de 1925 del llibre de Kane, que els esbossos del pintor eren: «veritables interpretacions de la vida salvatge de l'oest» i que tenia «en alguns aspectes, un més gran valor com a art». Al segle XX la història de l'art és menys dura que la crítica de Burpee, encara que es continua estant d'acord que els apunts de camps són més exactes i autèntics. Davis i Thacker van escriure: «Kane va ser un copista en el camp i un artista en l'estudi».
Se'l considera en general com un pintor clàssic i un dels pintors canadencs més importants. Les onze pintures al Parlament del Canadà que encara existien —una es va perdre durant un incendi de l'any 1916— van ser traslladades el 1955 a la Galeria Nacional del Canadà. La gran col·lecció d'Allan va ser comprada per Edmund Boyd Osler el 1903 i donada el 1912 al Museu Reial d'Ontario. Una col·lecció de 229 dibuixos va ser venuda el 1957, pel net de Kane, per prop de 100 000 dòlars al Museu d'Art de Stark a Orange, Texas.

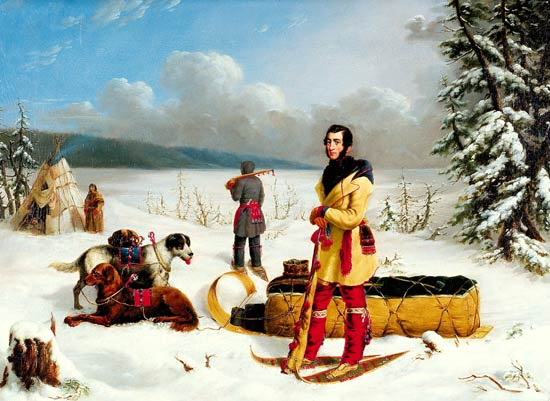
The Surveyor: Portrait of Captain John Henry Lefroy, cap a 1845, es va vendre pel preu rècord de més de 5 milions de dòlars canadencs el 2002.

Un quadre poc freqüent és el que mostra a l'administrador colonial britànic John Henry Lefroy, que havia estat en possessió de la família Lefroy a Anglaterra, va generar un preu rècord en una subhasta per la Sotheby's a Toronto el 25 de febrer de 2002, quan el milionari canadenc Kenneth Thomson, ho va adquirir per uns 5 milions de dòlars incloent la comissió del comprador (de més de 3 milions dòlars de l'època). Thomson posteriorment va donar la pintura com a part de la seva col·lecció a la Galeria d'Art d'Ontari. El Museu Glenbow a Calgary té una còpia d'aquesta pintura que es creu que va ser realitzada per Harriet Clench dona de Kane. Una altra subhasta a Sotheby's el 22 de novembre de 2004, per la pintura Encampment, Winnipeg River va fracassar quan es va aturar en 1,7 milions de dòlars canadencs, menys del preu de venda esperat entre 2 i 2,5 milions de dòlars canadencs.
El relat del viatge de Kane, originàriament publicat a Londres el 1859, va ser un gran èxit i ha estat editat diverses vegades al segle xx. El 1986, Dawkins va criticar el treball de Kane basat no només en la narració del viatge, sinó per la naturalesa «europea» de les seves pintures a l'oli, com mostra en les tendències imperialistes o també racistes de l'artista. Aquest punt de vista es manté força entre els historiadors art. El diari de viatge de Kane, que va ser la base per al llibre publicat el 1859, no conté cap judici pejoratiu. MacLaren va informar que les notes dels viatges van ser escrites en un estil molt diferent del text publicat, i per això ha de ser considerat com a molt probable que el llibre va ser reescrit per altres, o fins i tot van transformar les notes en apunts victorians, per la qual cosa és difícil atribuir qualsevol percepció de racisme al mateix artista.